# Tour de Francia 1904
El Tour de Francia de 1904 fue una carrera ciclista que tuvo lugar entre el 2 y el 24 de julio de dicho año. Fue la segunda edición del Tour de Francia y tuvo un recorrido similar al de la primera. En un comienzo, parecía que Maurice Garin había revalidado el título gracias a una ligera ventaja sobre el segundo clasificado, Lucien Pothier, mientras que Hippolyte Aucouturier consiguió la victoria en cuatro de las seis etapas. No obstante, la carrera se convirtió en la víctima de su propio éxito y surgieron unos cuantos escándalos; los ciclistas fueron acusados de haber cogido trenes durante la competición con el fin de mejorar sus tiempos.
Doce ciclistas, entre los que se encontraban los cuatro primeros de la clasificación general y todos los ganadores de etapa, fueron descalificados por la Union Vélocipédique Française —UVF—. Henri Cornet, que en un principio había finalizado en el quinto puesto de la clasificación general, fue reconocido como el ganador de la carrera cuatro meses después de que esta finalizase. A causa de todos los problemas que se originaron, el Tour de Francia 1905 se disputó bajo normas diferentes a las de las dos ediciones anteriores.

## Antecedentes
El primer Tour de Francia, el de 1903, había tenido mucho éxito, por lo que se tomó inmediatamente la decisión de organizar una nueva edición. La ruta fue idéntica, con las mismas seis etapas. Asimismo, las reglas también fueron idénticas, salvo por una excepción: los ciclistas no podían inscribirse para una única etapa, sino que tenían que hacerlo para completar todo el recorrido. Los favoritos para conseguir la victoria eran Garin, Pothier y Aucouturier, quien había realizado una buena actuación en el Tour de 1903. Entre los competidores estaba Henri Paret, quien aún posee el récord de ser el ciclista más anciano en participar en un Tour de Francia, con 50 años.
En el Tour de Francia de 1903, la organización garantizó que los primeros 50 ciclistas de la clasificación general final recibirían al menos cinco francos franceses por día. En 1904, se llegó al acuerdo de que, en caso de que no terminasen la carrera 50 ciclistas, los corredores que hubiesen abandonado recibirían también cinco francos por cada uno de los días en los que hubiesen estado. El objetivo de esta regla era atraer a otros ciclistas que de otra manera no se inscribirían, ya que el Tour necesitaba suficientes competidores para continuar siendo atractivo.

## Desarrollo
En la primera etapa, los corredores se cayeron pocos kilómetros después de la salida. Lipman se rompió un dedo, convirtiéndose así en el primer ciclista en abandonar en este Tour. Cerca del kilómetro 100, Lucien Pothier perdió diez minutos respecto al pelotón, dirigido por Maurice Garin, a causa de la rotura de su bicicleta. En Cosne, en el kilómetro 174, Pothier volvió a alcanzar al grupo de cabeza. Aucouturier ya había perdido más de una hora en ese punto. Justo después del siguiente punto de control, situado en Nevers, Aucouturier se cayó de cabeza y tuvo que continuar la carrera con la cara ensangrentada. En la última parte de la etapa, Maurice Garin y Lucien Pothier iniciaron una escapada, dejando atrás a los otros corredores. A continuación, fueron atacados por cuatro hombres enmascarados que conducían un coche, pero consiguieron acabar en las dos primeras posiciones, con una ventaja para Garin de 50 metros. Los numerosos pinchazos de rueda y accidentes de Aucouturier, aparentemente propiciados por sabotaje, hicieron que el ciclista perdiera varias horas respecto al líder de la carrera.

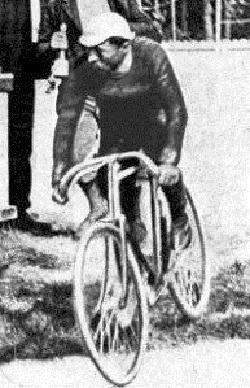
Maurice Garin, declarado originalmente ganador del Tour de Francia 1904.

Tras la etapa, tres ciclistas fueron sancionados: Aucouturier y Samson recibieron multas de 500 y 250 francos; el primero por haber corrido junto a un ciclista que no estaba inscrito y el segundo por haber ido tras la estela de un coche. Chevallier, que había finalizado tercero, fue descalificado por haber descansado en un coche durante 45 minutos. Durante la etapa, Ferdinand Payan ya había sufrido la descalificación. Varias fuentes apuntan a que se aprovechó de la ayuda de un motor, mientras que otras indican que recibió la ayuda de otros ciclistas que no participaban en la carrera. En la primera etapa, Garin le había pedido comida a Lefèvre, uno de los oficiales de la carrera, algo que era ilegal. No obstante, Lefévre, a sabiendas de que Garin era la estrella de la carrera, incumplió las reglas y le proporcionó la comida, alegando que no quería ser responsable del abandono de Garin por hambre. La noticia de que el ciclista había recibido ayuda ilegal se extendió rápidamente y causó la rápida respuesta mediática en su contra.
Para la segunda etapa, los organizadores habían considerado la posibilidad de posponer el inicio dos horas, ya que el viento mistral podría perjudicar a los ciclistas. Sin embargo, esto no fue necesario al final y los corredores tomaron la salida tal y como se había planeado, a medianoche. Durante la etapa, Antoine Fauré consiguió colocarse como líder cerca de su pueblo natal, donde unos 200 fanáticos trataron de detener al resto de ciclistas para que no pudieran seguir su ritmo. En el incidente, Garin sufrió daños en una de sus manos y Giovanni Gerbi perdió la consciencia y tuvo que abandonar con motivo de cinco dedos fracturados. La situación solo se solucionó cuando los oficiales de la carrera dispararon varios tiros al aire tratando de diseminar a los rebeldes. Más tarde, varios cristales dispersados por la carretera causaron numerosos pinchazos de rueda. Gracias a esta ayuda, Fauré fue el primero en llegar a la cima de la Col de la République, pero los favoritos le alcanzaron poco después. Aucouturier ganó el esprint final. Cuando los corredores llegaron a Marsella, se quejaron de que había habido demasiados incidentes en esa etapa y sugirieron que debía cancelarse. En la última parte, habían sido detenidos por un gran grupo de ciclistas que no participaban en la competición. Además, Garin había sufrido un ataque y uno de sus brazos había resultado herido; finalizó la etapa sujetándose sobre la bicicleta con un único brazo. Hubo tanta confusión en el último punto de control, que los tiempos exactos de llegada de cada uno de los corredores no fueron registrados correctamente.
En la tercera etapa, el Tour llegó a Nimes, localidad cercana al pueblo natal de Payan, cuyos fanáticos estaban descontentos con su descalificación. Por esta razón, lanzaron piedras a los participantes y protagonizaron una barricada en la carretera. Los ciclistas tuvieron problemas para pasar por Nimes y varios salieron heridos. El evento más importante para la clasificación general ocurrió cuando la bicicleta de César Garin fue destrozada por los atacantes; el corredor tuvo que encontrar otro bicicleta, lo que le llevó 15 minutos. Después, al igual que había ocurrido en la anterior etapa, los participantes se toparon con varios cristales en la carretera. A pesar de que hubo algunos pinchazos, ningún ciclista tuvo alguna caída. No obstante, tuvieron que detenerse y recorrieron esa parte a pie. Tras Nimes, un grupo de cinco ciclistas, en el que se encontraban Maurice Garin, Pothier, Aucouturier, Cornet y Beaugendre, se colocó a la cabeza. Aucouturier y Cornet iniciaron la escapada, pero el primero se hizo con la etapa en el esprint.
La cuarta etapa discurrió, a diferencia de las tres primeras, sin incidentes. Pothier, Maurice y César Garin y Beaugendre llegaron a Burdeos juntos, por lo que el ganador de la etapa se decidió en el kilómetro final. Este se recorrió en el velódromo, donde Pothier registró el tiempo más rápido.
En la quinta etapa, varios clavos esparcidos por la carretera volvieron a causar pinchazos. Como no estaba permitida la asistencia mecánica, Cornet tuvo que recorrer 40 kilómetros con sus dos ruedas pinchadas. Aucouturier consiguió su tercer triunfo de etapa, pero aún estaba bastante lejos del líder general de la carrera, Garin, que tenía una ventaja de 28 segundos sobre Pothier.
En la sexta etapa, Aucouturier, Garin y Dortignac iniciaron la escapada a pocos kilómetros de meta. Aucouturier fue el primero en llegar al punto de control localizado en Ville-d'Avray. Desde ese punto, la carrera fue neutralizada hasta llegar al velódromo de Parc-des-Princes, donde los ciclistas recorrerían el kilómetro final. Cuando los participantes llegaron a París, comenzó a llover. Los organizadores decidieron junto a los ciclistas suspender el último kilómetro de la carrera y tomar el punto de control de Ville-d'Avray como el final de la etapa. Esto hizo ganador de la etapa a Aucouturier. Maurice Garin finalizó segundo, convirtiéndose de este modo en el campeón de la clasificación general.

## Resultados previos a las descalificaciones
Inicialmente, Maurice Garin, que había liderado la carrera desde su comienzo hasta su final, fue el ganador. Hippolyte Aucouturier se proclamó vencedor en cuatro etapas. En total, 27 ciclistas finalizaron. Para elaborar la clasificación general, se sumaron los tiempos que cada ciclista había necesitado para recorrer cada etapa. De este modo, el corredor que hubiese empleado menos tiempo, sería el ganador de la carrera.
| Etapa | Fecha       | Recorrido         |                  | Distancia | Ganador               | Líder         |
| ----- | ----------- | ----------------- | ---------------- | --------- | --------------------- | ------------- |
| 1.ª   | 2 de julio  | Montgeron–Lyon    | Etapa llana      | 467 km    | Maurice Garin         | Maurice Garin |
| 2.ª   | 9 de julio  | Lyon–Marsella     | Etapa de montaña | 374 km    | Hippolyte Aucouturier | Maurice Garin |
| 3.ª   | 13 de julio | Marsella–Toulouse | Etapa llana      | 424 km    | Hippolyte Aucouturier | Maurice Garin |
| 4.ª   | 17 de julio | Toulouse–Burdeos  | Etapa llana      | 268 km    | Lucien Pothier        | Maurice Garin |
| 5.ª   | 20 de julio | Burdeos–Nantes    | Etapa llana      | 425 km    | Hippolyte Aucouturier | Maurice Garin |
| 6.ª   | 23 de julio | Nantes–París      | Etapa llana      | 471 km    | Hippolyte Aucouturier | Maurice Garin |

| Clasificación general |                          |              |
| Ciclista              | Ciclista                 | Tiempo       |
| --------------------- | ------------------------ | ------------ |
| 1.º                   | Maurice Garin            | 93h 06' 24"  |
| 2.º                   | Lucien Pothier           | +6' 28"      |
| 3.º                   | César Garin              | +1h 51' 03"  |
| 4.º                   | Hippolyte Aucouturier    | +2h 52' 26"  |
| 5.º                   | Henri Cornet             | +2h 59' 27"  |
| 6.º                   | Jean-Baptiste Dortignacq | +5h 15' 36"  |
| 7.º                   | Philippe Jousselin       | +8h 33' 42"  |
| 8.º                   | Aloïs Catteau            | +12h 00' 56" |
| 9.º                   | Camille Fily             | +15h 36' 42" |
| 10.º                  | Jean Dargassies          | +16h 04' 01" |

## Descalificaciones

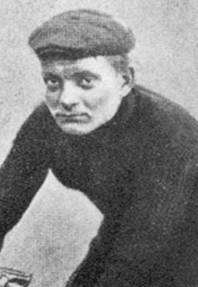
Henri Cornet se convirtió en el ganador del Tour después de la descalificación de los cuatro primeros clasificados.

Durante la carrera, nueve corredores fueron excluidos por, además de otras acciones, el uso ilegal de coches y trenes. Los organizadores del Tour estaban contentos con el resultado, pero la Union Vélocipédique Française —UVF— inició una investigación a raíz de varias quejas recibidas de parte de otros ciclistas. Su comité de investigación recogió los testimonios de docenas de competidores y testigos, y, en diciembre de 1904, tomó la decisión de descalificar a todos los ganadores de etapa y a los cuatro primeros clasificados (Maurice Garin, Pothier, César Garin y Aucouturier). Diez de los descalificados fueron inhabilitados para un año, Maurice Garin, para dos y los dos restantes, de por vida. En total, 29 ciclistas fueron sancionados. Las razones de cada descalificación nunca se hicieron públicas.
El quinto clasificado, Henri Cornet, de 19 años, se convirtió en el ganador más joven del Tour. La organización también había avisado a Cornet en una ocasión por recibir el empujón de un coche. Solo 15 ciclistas de los 27 que habían finalizado originalmente no fueron descalificados.
A causa de las descalificaciones, el Tour de Francia estuvo más cerca que nunca en la historia de ser cancelado permanentemente. El organizador de la carrera, Henri Desgrange, dijo que no organizaría nunca más la carrera. Desgrange también estaba enfadado con la UVF por haber impuesto su propio criterio en la carrera cuando él ya había disciplinado a los ciclistas.
Desgrange le pidió a la UVF una explicación, pero las cartas y las quejas detalladas que llevaron a la UVF a tomar la decisión de eliminar a 29 ciclistas se perdieron cuando los archivos del Tour de Francia fueron transportados al sur en 1940 con el objetivo de evitar la invasión de Alemania y no se volvieron a ver jamás. Hasta el final de su vida, Garin siempre sostuvo que había sido el justo vencedor del Tour de Francia 1904, pero según Les Woodland, Garin le confesó a un amigo que había hecho trampas.

## Resultados finales
Tras las descalificaciones, los cuatro primeros clasificados fueron eliminados. En la nueva clasificación, solo 15 ciclistas finalizaron.
| Etapa | Fecha       | Recorrido         |                  | Distancia | Ganador                  | Líder               |
| ----- | ----------- | ----------------- | ---------------- | --------- | ------------------------ | ------------------- |
| 1.ª   | 2 de julio  | Montgeron–Lyon    | Etapa llana      | 467 km    | Michel Frédérick         | Michel Frédérick    |
| 2.ª   | 9 de julio  | Lyon–Marsella     | Etapa de montaña | 374 km    | Antoine Fauré            | Emile Lombard       |
| 3.ª   | 13 de julio | Marsella–Toulouse | Etapa llana      | 424 km    | Henri Cornet             | Henri Cornet        |
| 4.ª   | 17 de julio | Toulouse–Burdeos  | Etapa llana      | 268 km    | François Beaugendre      | François Beaugendre |
| 5.ª   | 20 de julio | Burdeos–Nantes    | Etapa llana      | 425 km    | Jean-Baptiste Dortignacq | Henri Cornet        |
| 6.ª   | 23 de julio | Nantes–París      | Etapa llana      | 471 km    | Jean-Baptiste Dortignacq | Henri Cornet        |

| Clasificación general |                          |                    |
| Ciclista              | Ciclista                 | Tiempo             |
| --------------------- | ------------------------ | ------------------ |
| 1.º                   | Henri Cornet             | 96 h 05 min 55 s   |
| 2.º                   | Jean-Baptiste Dortignacq | + 2 h 16 min 14 s  |
| 3.º                   | Aloïs Catteau            | + 9 h 01 min 25 s  |
| 4.º                   | Jean Dargassies          | + 13 h 04 min 30 s |
| 5.º                   | Julien Maitron           | + 19 h 06 min 15 s |
| 6.º                   | Auguste Daumain          | + 22 h 44 min 36 s |
| 7.º                   | Louis Coolsaet           | + 23 h 44 min 20 s |
| 8.º                   | Achille Colas            | + 25 h 09 min 50 s |
| 9.º                   | René Saget               | + 25 h 55 min 16 s |
| 10.º                  | Gustave Drioul           | + 30 h 54 min 49 s |

| Posiciones 11 a la 15 |                     |                     |
| Ciclista              | Ciclista            | Tiempo              |
| --------------------- | ------------------- | ------------------- |
| 11.º                  | Henri Paret         | + 32 h 18 min 39 s  |
| 12.º                  | Auguste Gauthier    | + 33 h 14 min 02 s  |
| 13.º                  | Auguste Rist        | + 35 h 01 min 20 s  |
| 14.º                  | Damelincourt        | + 48 h 39 min 03 s  |
| 15.º                  | Antoine Deflotriere | + 101 h 28 min 52 s |

## Tras la carrera
Como consecuencia de los escándalos asociados a esta edición del Tour, Desgrange quería detener la carrera y que no se volviese a disputar. A pesar de considerarse satisfecho con el nivel competitivo de la edición, dijo: «El Tour ha acabado y mucho me temo que su segunda edición habrá sido la última. Lo habrá matado su propio éxito, que ha sido llevado fuera de control por pasión ciega, violencia y obscenas sospechas propias únicamente de hombres ignorantes y deshonrosos». No obstante, cambió de idea y decidió que la competición volviera a llevarse a cabo. Para ello, cambió las reglas con el fin de que los ciclistas no hicieran trampas: el ganador del Tour de Francia 1905 se decidiría mediante un sistema de puntos. El vencedor del Tour de Francia 1904, Henri Cornet, participaría otras siete veces, pero no volvería a ganar en ninguna otra ocasión.

### Citas
1. 1 2 3 4  «Tour de France de 1904 - Contexte» (en inglés). 100 ans de Tour. Archivado desde el original el 2 de julio de 2018. Consultado el 22 de julio de 2014.
2. 1 2  Adrien Pécout (12 de julio de 2013). «En 1904, le pire Tour de France de l'histoire» (en francés). Le Monde. Consultado el 23 de abril de 2015.
3. ↑  Richard Nelsson (15 de julio de 2012). «The scandalous history of the Tour de France» (en inglés). The Guardian. Consultado el 23 de julio de 2014.
4. 1 2 3 4 5 6  Francois Thomazeau (6 de julio de 2004). «No centenary party for 1904 Tour of shame» (en inglés). Rediff. Consultado el 30 de mayo de 2013.
5. ↑  «The Tour - Year 1904» (en inglés). Amaury Sport Organisation. Archivado desde el original el 15 de julio de 2009. Consultado el 31 de mayo de 2013. (requiere suscripción).
6. 1 2 3 4 5 6  «2ème Tour de France 1904» (en francés). Memoire du cyclisme. Archivado desde el original el 22 de febrero de 2012. Consultado el 3 de junio de 2013.
7. 1 2 3 4 5 6 7 8 9 10 11 12  McGann, Bill; McGann, Carol (2006). The Story of the Tour de France (en inglés). Dog Ear Publishing. pp. 10-13. ISBN 1-59858-180-5. Consultado el 3 de junio de 2013.
8. ↑  «Le Tour de France - Trivia» (en inglés). Top end sports. Consultado el 3 de junio de 2013.
9. ↑  Thompson, Christopher S. (2006). The Tour de France: a cultural history (en inglés). Universidad de California. p. 52. ISBN 0-520-24760-4. Consultado el 3 de junio de 2013.
10. ↑  «Vélocipédie». Le Petit journal, (en francés). Gallica Bibliothèque Numérique. 3 de julio de 1904. p. 4. Consultado el 3 de junio de 2013.
11. ↑  «Vélocipédie». Le Petit journal, (en francés). Gallica Bibliothèque Numérique. 4 de julio de 1904. p. 4. Consultado el 3 de junio de 2013.
12. ↑  «Vélocipédie - Coureurs punis». Le Petit journal, (en francés). Gallica Bibliothèque Numérique. 6 de julio de 1904. p. 4. Consultado el 3 de junio de 2013.
13. ↑  «Vélocipédie - Le Tour de France». Le Petit journal, (en francés). Gallica Bibliothèque Numérique. 7 de julio de 1904. p. 4. Consultado el 3 de junio de 2013.
14. ↑  «1904: Ongeregeldheden» (en neerlandés). Tourgeschiedenis. Archivado desde el original el 28 de junio de 2012. Consultado el 3 de junio de 2013.
15. ↑  «Le Tour de France». Le Petit Parisien, (en francés). Gallica Bibliothèque Numérique. 10 de julio de 1904. p. 5. Consultado el 4 de junio de 2013.
16. 1 2  «Le Tour de France». Le Petit journal, (en francés). Gallica Bibliothèque Numérique. 11 de julio de 1904. p. 5. Consultado el 4 de junio de 2013.
17. ↑  «Le Tour de France». Le Petit journal, (en francés). Gallica Bibliothèque Numérique. 15 de julio de 1904. p. 4. Consultado el 4 de junio de 2013.
18. ↑  «Le Tour de France». Le Petit Parisien, (en francés). Gallica Bibliothèque Numérique. 15 de julio de 1904. p. 4. Consultado el 4 de junio de 2013.
19. ↑  «Vélocipédie – Le Tour de France». Le Petit Parisien, (en francés). Gallica Bibliothèque Numérique. 18 de julio de 1904. p. 5. Consultado el 5 de junio de 2013.
20. ↑  «Le Tour de France – La fin de la cinquième étape». Le Petit journal, (en francés). Gallica Bibliothèque Numérique. 22 de julio de 1904. p. 3. Consultado el 5 de junio de 2013.
21. ↑  «Vélocipédie – Le Tour de France». Le Figaro, (en francés). Gallica Bibliothèque Numérique. 25 de julio de 1904. p. 6. Consultado el 5 de junio de 2013.
22. ↑  Tom James (4 de abril de 2001). «The Tour is finished...» (en inglés). Professional Cycling Pàlmares. Archivado desde el original el 4 de mayo de 2009. Consultado el 5 de junio de 2013.
23. ↑  Dauncey y Hare, 2004, p. 66.
24. ↑  Samuel Abt (5 de marzo de 2008). «Tour's early scandal still a mystery». International Herald Tribune (en inglés). The New York Times. Consultado el 4 de junio de 2013.
25. ↑  «Tour records and winners» (en inglés). British Broadcasting Corporation. 30 de junio de 2000. Consultado el 4 de junio de 2013.
26. 1 2  Charles Pelkey (3 de diciembre de 2008). «The Explainer – Disqualified!» (en inglés). Velo News. Archivado desde el original el 19 de octubre de 2012. Consultado el 4 de junio de 2013.
27. ↑  Francois Thomazeau (29 de julio de 2007). «Plus ça change... they started cheating in 1904» (en inglés). The Guardian. Consultado el 4 de junio de 2013.
28. 1 2  Fife, Graeme (2011), Tour de France: The History, The Legend, The Riders (en inglés), ISBN 1-7805720-8-5, consultado el 22 de julio de 2014.
29. ↑  «Tour de France de 1904 - Classement» (en inglés). 100 ans de Tour. Archivado desde el original el 2 de julio de 2018. Consultado el 22 de julio de 2014.
30. ↑  Dauncey y Hare, 2004, p. 65.
31. ↑  «Tour 1905» (en inglés). VeloArchive. Consultado el 22 de julio de 2014.
32. ↑  «Past results for Henri CORNET (FRA)» (en inglés). Amaury Sport Organisation. Archivado desde el original el 24 de octubre de 2012. Consultado el 5 de junio de 2013.